# Damašek (tkanina)

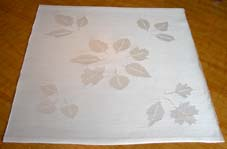
Jednobarevný damašek

Damašek je obchodní označení pro jednobarevnou žakárovou tkaninu se vzorováním různých tvarů a velikostí. Plochy vzorů jsou na okrajích hrubě odstupňovány a kontrastují světle nebo tmavě s hladkým podkladem.
Označení damašek se často používá také pro různé žakárové tkaniny z jemnějších přízí (např. brokát). 

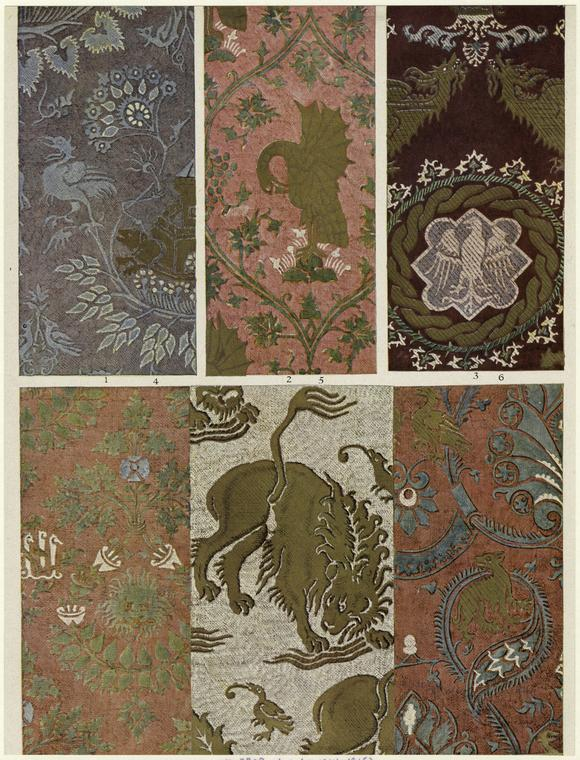
Italský damašek ze 14. století

## Historie
Nejstarší známý damašek pochází z Číny, kde se vyráběl v provincii Če-tiang již koncem 1. tisíciletí na tzv. draw looms (tkalcovský stav s ručními tahači nitěnek) z hedvábí z tamějšího regionu.
Od 14. století byl damašek známý v Itálii (kde se na stavech s vylepšenými tahači nitěnek vyráběl damašek s kovovými nitěmi v útku). Do Itálie a do západní Evropy se toto zboží dostalo přes Damašek, ve středověku významné obchodní středisko. Označení damask odvozené od jména města Damašku bylo známé např. v Anglii teprve od 14 . století.

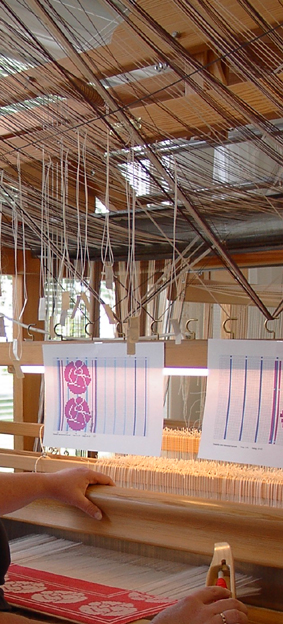
Muzeální damaškový stav s tahači nitěnek

Revoluční změnu ve tkaní damašku přinesl Jacquardův vynález z roku 1804 (zpočátku nazývaný „nový francouzský drawloom“. Pohyb nitěnek a tvorba vzorů byly ovládány mechanickým zařízením řízeným přes děrované karty).  
Technika výroby a způsob vzorování damašku se od té doby v principu nezměnily, výrobky byly už vždy nadprůměrně cenné až luxusní. Příklady z veletrhů a módních přehlídek dokazují jejich mimořádnou nadčasovost, zájem určité vrstvy zákazníků byl až do začátku 21. století téměř nepřetržitý. Údaje o vyráběném množství nejsou publikovány. Známé je jen, že ve 21. století se naprostá většina damašku vyrábí v jihovýchodní Asii, v Evropě zůstávají jen ojedinělí výrobci.

## Druhy a použití damašku
- V odborné literatuře se rozeznává pravý a nepravý damašek. Pravý damašek, s výraznými konturami vzorů, se dá vyrobit jen na strojích s dvěma brdy (viz dolejší snímek): Osnovní niti procházejí žakárovým brdem, s pomocí kterého se tvoří vzor a následným listovým brdem pro tvorbu základní tkaniny.

Na žakárových strojích bez dodatečného listového brda se tato složitá technika dá jen napodobit. Vzniklý „nepravý“, mnohem levnější damašek, se však vyrábí stále častěji. Někteří odborníci předpovídali již v polovině 20. století zánik tkaní damašku na strojích se dvěma brdy.
- Nábytkový damašek, zvaný také lampas, často z vlněných přízí a směsí s vlnou. Tkanina vyšší hmotnosti, do které se dříve (asi do poloviny 20. století) dodatečně zanášel tzv. brožovací útek.
- Stolní damašek se vyrábí převážně ze lněných nebo pololněných přízí v pětivazném osnovním a útkovém atlasu. Typický je kostkový vzor.

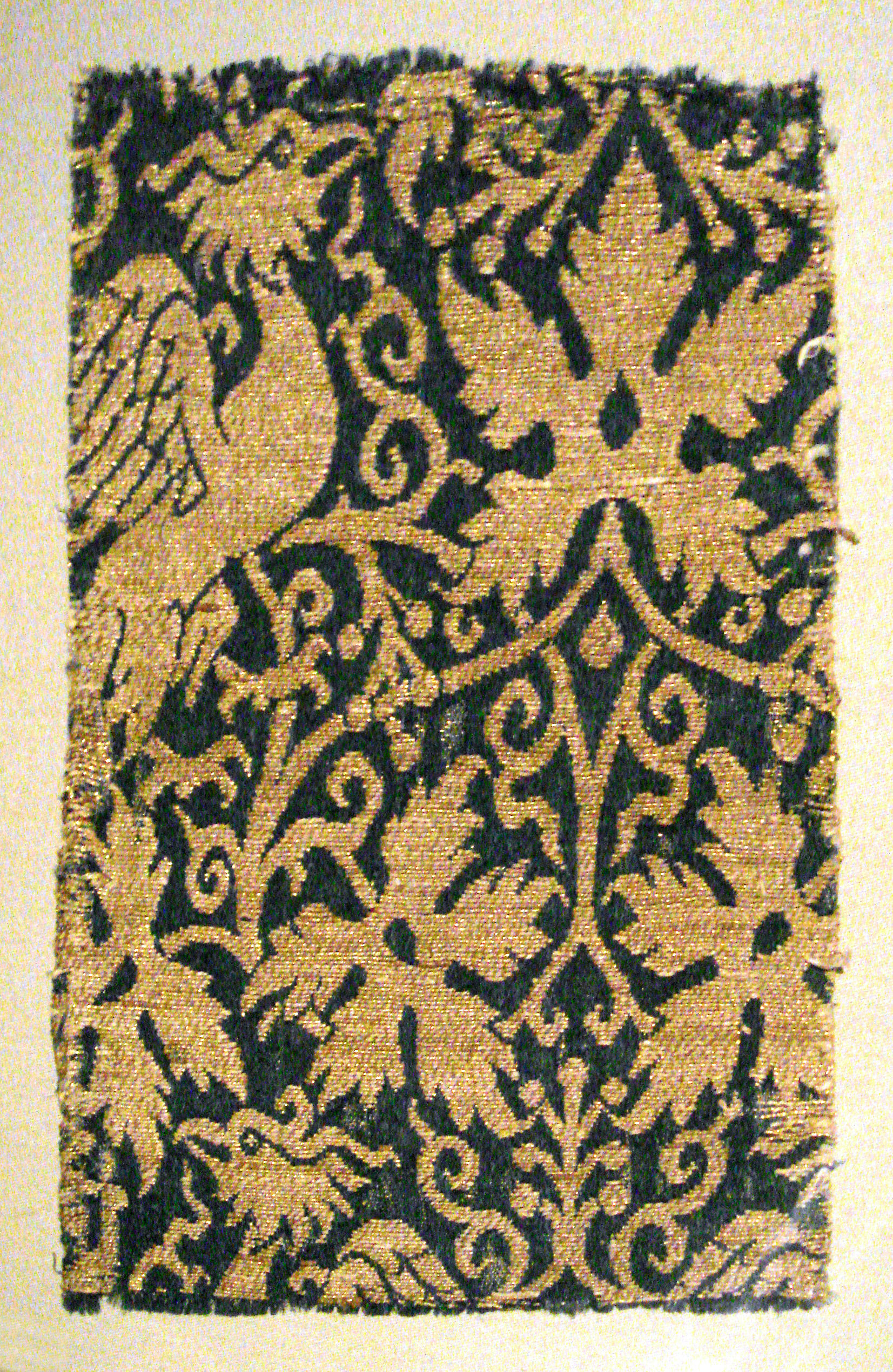
Damašek (lampas) z hedvábí a zlatých nití (Írán nebo Irák, 14. století)

- Lůžkový damašek se vyrábí většinou z bavlněné příze, často mercerovaný, vedle květinových vzorů se často používají barevné pruhy (zboží s označeném pestrý satén). Střídavými pruhy z jednobarevné osnovy a z útku se dá na damašku vytvořit decentní vzor.
- Ručníkový damašek se dříve vyráběl ze lněných přízí. V 21. století není použití tohoto zboží známé.
- Damašek na prošívané deky je zboží známé jen z historie. Lícní strana tkaniny byla z viskózových filamentů, rubní z bavlněné příze.

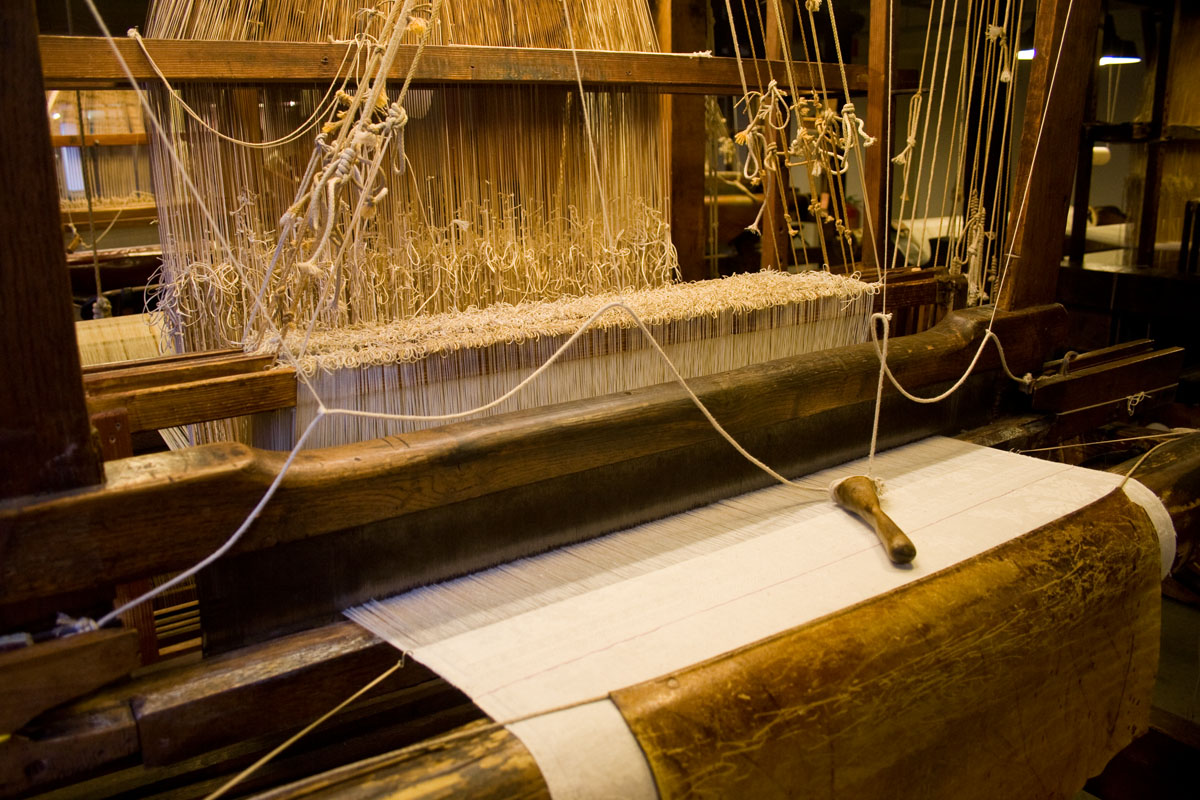
Damaškový tkací stroj z konce 19. století: V popředí paprsek, za ním listové brdo se 4 listy a v pozadí nitěnky žakárového brda

- Damassé je druh damašku, na kterém se na podkladu v osnovní atlasové vazbě tvoří vzory jen ze sudých nebo lichých útků. Damasse se vyrábí většinou pestrobarevné. Vedle pravého damassé existuje také nepravé, jednoútkové damassé.

Podšívkové damassé je jednobarevný satén tkaný většinou z viskózových filamentů.
- Pro damaškové tkaniny podélně vzorované se v češtině používá označení grádl.[13]
- Africký damašek je velmi hustá žakárová tkanina z česané bavlněné příze. Barví se v kuse sytými barvami, merceruje a kalandruje k dosažení vysokého lesku. Vyrábí se v ČR i v jiných evropských státech výlučně na export do západoafrických zemí k výrobě oděvů.[14]
- Mercerovaný damašek se prodával na začátku 20. století v několika variantách pod obchodním názvem derby.[15]